# Noré Brunel
Honoré Paul François Brunel, dit Noré Brunel, est un écrivain et auteur dramatique né le 23 mars 1886 à Caromb (Vaucluse) et mort le 15 mai 1954 à Vaison-la-Romaine (Vaucluse).

## Biographie
Noré Brunel naît à Caromb (Vaucluse) le 23 mars 1886 de Paul Brunel, secrétaire de mairie puis buraliste, et Clémentine Saurel, couturière.
Avant la guerre de 1914-1918, il est instituteur dans le Vaucluse : à Opède (1908-1909), Auribeau (1910-1911), puis Cavaillon (1912 à 1918). Il épouse Jeanne Reynaud (Marseille 1885-Paris 1950) dont il aura deux enfants : Yves Brunel (1911-2006), magistrat et résistant et Lise Brunel (1922-2011), journaliste.
Début 1914, à Avignon, il participe à la revue "La Caravelle" fondée par Marius Priollet.
Il passe le concours d'inspecteur des Chemins de Fer du Ministère des Travaux Publics et en 1921 il est nommé à Lyon. Parallèlement à son emploi, il va y mener une carrière d'écrivain et participer à la vie intellectuelle lyonnaise. Bernard Poche, dans son ouvrage "Dictionnaire bio-bibliographique des écrivains lyonnais (1880-1940)" le considère comme un "auteur lyonnais".
A Lyon, il retrouve Marius Priollet. En 1924, ils fondent ensemble la revue "Le Fleuve"; Il lance aussi les "éditions du Fleuve".
Son œuvre se compose de romans, de pièces de théâtre, de livres pour la jeunesse et de récits historiques ou humoristiques. Il participe aussi à plusieurs revues.
Certaines de ses œuvres sont écrites en participation avec José de Bérys. Dans leur collaboration, Noré Brunel apporte son sens de l'intrigue et son imagination et Bérys la qualité de son style. Il travaille aussi avec Pierre Chaine, Claudius Roux, Georges Normandy ou encore Jacques Morlins. En 1934, il participe avec Paul Reboux à l'adaptation pour la jeunesse de textes classiques : Don Quichotte, La case de l'oncle Tom et Robinson Crusoé.
Muté à Paris pour son travail au Ministère, il s'y installe en 1937 et y poursuit sa carrière d'écrivain. Il partage la fin de sa vie entre Paris et Vaison-la-Romaine où il meurt le 15 mai 1954.
Une rue de Caromb, son village natal, porte son nom.

## Pseudonymes
Noré Brunel écrivit aussi sous les noms de Paul Maraudy ou Jean d'Yvelise.

## Œuvres[1],[6],[7],[8],[9],[10],[11]

### Romans
- Monsieur Roland de Chaudperthuis, enfant philosophe. Paris : La Renaissance du livre, 1922.- 230 p.
- Le Petit roi déchiqueté. Paris : Ed. du Monde moderne, 1924.
- L'Atroce volupté / ill. de Anna Malespine. Paris : Ed. Associés : Ed. du Monde moderne, 1926.- 167 p.
- Les Constipés. Lyon : Ed. du Fleuve, 1927.- 237 p.
- Vers Elle... Paris : Ed. Baudinière, 1928.- 224 p. [Prix du roman moderne]
- Le Merle blanc. [s.l.] : Ed Radot, 1928
- Un Amour. Paris : La Renaissance du livre, 1929.- 22 p.
- Vichy-amour. Paris : La Renaissance du livre, 1930.- 256 p.
- Sous le chant des sirènes. Paris : Ed. des Portiques, 1930.- 255 p.
- Mémette. Paris : Flammarion, 1931.- 217 p. (Les Bons romans ; 36)
- L’énigme du Mal-Pas. Paris : Arthème Fayard et Cie, 1932.- 64 p. (Les Maîtres du roman populaire ; 435)
- Pourquoi avoir douté ? / Paul Maraudy. Paris : J. Ferenczi et fils, 1932. - 32 p. (Le Roman d'amour illustré ; 7)
- Nous deux seuls / Jean d'Yvelise. Paris : J. Ferenczi et fils, 1932.- (Le Roman d'amour illustré ; 9)
- L'Enfant de l'autre / Paul Maraudy. Paris : J. Ferenczi et fils, 1932.- 32 p. (Le Roman d'amour illustré ; 49)
- Adieu l'amour / Paul Maraudy. Paris : J. Ferenczi et fils, 1932.- 32 p. (Le Roman d'amour illustré ; 31)
- Pour leur enfant / Paul Maraudy. Paris : J. Ferenczi et fils, 1932-33.- 31 p. (Le Petit roman ; 269)
- Le Mort du kilomètre 30. Paris : Fayard, 1933.- 62 p. (Les Maîtres du roman populaire ; 455)
- Vers Elle... (suivi de Saint Tartarin). Liège ; Bruxelles ; Paris : Vie heureuse, 1933.- XXIV p. Supplément gratuit à "Vie heureuse" ; 48.
- Nella / Jean d'Yvelise. Paris : La Renaissance du livre, 1933.- 224 p. (Bibliothèque d'Eve. Romans choisis ; 31)
- Là-haut sur la montagne / Jean d'Yvelise. Paris : J. Ferenczi et fils, 1933.- 64 p. (Mon livre favori ; 610)
- Esclave pour la vie / Paul Maraudy. Paris : J. Ferenczi et fils, 1933.- 96 p. (Le Petit livre ; 1072)
- La Proie du désir / Jean d'Yvelise. Paris : J. Ferenczi et fils, 1933.- 96 p. (Le Petit livre ; 1080)
- Adieu à ce qu'on aime / Paul Maraudy. Paris : J. Ferenczi et fils, 1933.- 96 p. (Le Petit livre ; 1084)
- Un soir de mai / Paul Maraudy. Paris : J. Ferenczi et fils, 1933.- 96 p. (Le Petit livre ; 1085)
- Le Cœur des hommes / Paul Maraudy. Paris : J. Ferenczi et fils, 1933.- 64 p. (Mon livre favori ; 619)
- La Morte du Vintimille-Strasbourg. Paris : J. Ferenczi, 1933.- 96 p. (Crime et police)
- Le Clou dans le sabot / Paul Maraudy. Paris : J. Ferenczi, 1933.- 96 p. (Crime et police)
- Berlingot de Carpentras. "L'esprit français" n°85, 10 oct. 1933[12]
- Les Étreintes maudites. Lyon : Lugdunum, 1934.- 271 p.
- La Maison du silence / Paul Maraudy. Paris : J. Ferenczi, 1934. (Crime et police)
- Les Nègres blancs / Paul Maraudy. Paris : J. Ferenczi, 1934.- 96 p. (Voyages et aventures)
- Nul ne saura m'aimer / Jean d'Yvelise. Paris : J. Ferenczi, 1934.- 64 p. (Mon livre favori)
- Pour lire en pyjama. Lyon : Ed. Modernes, 1934.- 222 p. ; 18 cm.
- La Nuit du 5 au 6 septembre. Paris : Fayard, 1935.- 256 p. ; 19 cm. (Le Livre populaire)
- La Ballade de "s'amie" / Paul Maraudy. Paris : J. Ferenczi, 1935.- 64 p. ; in 16. (Mon livre favori)
- Le Cambrioleur fantôme / Paul Maraudy. Paris : J. Ferenczi, 1935.- 96 p. (Crime et police)
- Le Duel gigantesque / Paul Maraudy. Paris : J. Ferenczi, 1935.- 64 p. ; 16 cm. (Voyages et aventures)
- L'Enfant sans soutien / Paul Maraudy. Paris : J. Ferenczi, 1935.- 96 p. (Le Petit livre)
- Fille du peuple / Paul Maraudy. Paris : J. Ferenczi, 1935.- 96 p. (Le Petit livre)
- La Haine sous la cendre / Paul Maraudy. Paris : J. Ferenczi, 1935.- 96 p.
- Le Mystère du "Gaysoleil" / Paul Maraudy. Paris : J. Ferenczi, 1935.- 96 p. (Police)
- La Peur du scandale / Paul Maraudy. Paris : J. Ferenczi, 1935.- 64 p. (Mon livre favori)
- Troublante créature / Paul Maraudy. Paris : J. Ferenczi, 1935.- 96 p. (Le Petit livre)
- L'Amour... ce tourment! / Jean d'Yvelise. [Paris] : Sté d'éditions, publications et industries annexes, 1935.- 127 p. ; 17 cm. (Fama)
- Drame en mer / Jean d'Yvelise. Paris : J. Ferenczi, 1935.- 96 p. (Le Petit livre)
- L'étang aux nénuphars / Jean d'Yvelise. Paris : Fayard, 1935.- 62 p. à 2 col. (Les Maîtres du roman populaire)
- La Peine d'aimer / Jean d'Yvelise et Jacques Morlins. Paris : Flammarion, 1935.- 224 p. ; 18 cm. (Les Bons romans)
- Le Moulin de la folie. Paris : Fayard, 1936.- 254 p. (Le Livre populaire)
- L'Etrange secret / Jean d'Yvelise. [Paris] : Sté d'éditions, publications et industries annexes, 1936.- 126 p. (Fama)
- Plaisir d'amour / Jean d'Yvelise. Paris : Fayard, 1936.- 62 p.
- Guignol. Lyon : Ed. du Fleuve, 1936. 192 p. ; 19 cm.
- Le Cahier d'amour. Paris : Fayard, 1937.- 256 p. (Le Livre populaire). [Prix du roman d'amour]
- Le Bonheur chèrement acquis / Jean d'Yvelise. [Paris] : Sté d'éditions, publications et industries annexes, 1937.- 128 p. (Fama)
- La Croisée des goélands. Paris : Fayard, 1938.- 63 p. (Les Maîtres du roman populaire)
- La Maison de l'Anglaise. Paris : Fayard, 1938.- 254 p. (Le Livre populaire)
- Au soleil du pardon / Jean d'Yvelise. [Paris] : Sté d'éditions, publications et industries annexes, 1938.- 128 p. (Fama)
- La Gloire d'être mère / Jean d'Yvelise. [Paris] : Sté d'éditions, publications et industries annexes, 1938.- 127 p. (Fama)
- Les Deux mortes de Castillac / Paul Maraudy. Paris : J. Ferenczi, 1939.- 16 cm. (Police et mystère). Réédité en 1953.
- Une Balle en plein cœur / Paul Maraudy. Paris : J. Ferenczi, 1939.- 16 cm. (Police et mystère)
- La Romance de Mariette / Jean d'Yvelise. [Paris] : Sté d'éditions, publications et industries annexes, 1939.- 18 cm. (Fama)
- Le Testament de Mademoiselle Parville / Jean d'Yvelise. Paris : J. Ferenczi, 1939.- 16 cm. (Police et mystère)
- Entre l'arc et la flèche. Paris : Sté d'éditions, publications et industries annexes, 1939. - 18 cm. (Fama)
- La Mort de l'autre nuit / Paul Maraudy. Paris : J. Ferenczi, 1940.- 16 cm. (Police et mystère)
- Un Mort dans un lit / Paul Maraudy. Paris : J. Ferenczi, 1940.- 16 cm. (Police et mystère)
- L'Océan de lumière / Jean d'Yvelise. Pari : J. Ferenczi, 1940.- 16 cm. (Voyages et aventures)
- Le Soleil sur le rêve mort / Jean d'Yvelise. [Paris] : Sté d'éditions, publications et industries annexes, 1940.- 18 cm. (Fama)
- Les Amours de M. de La Palisse. Paris : Taillandier, 1940
- La Vestale aux abois. [Paris] : Taillandier, 1941.- 19 cm. (Romans de cape et d'épée)
- Chant d'amour au crépuscule / Jean d'Yvelise. [Paris] : Sté d'éditions, publications et industries annexes, 1941.- 18 cm. (Fama)
- La Séquestrée de Ker-Amor / Jean d'Yvelise. [Paris] : Sté d'éditions, publications et industries annexes, 1941.- 18 cm. (Fama)
- L'Amante de Vercingétorix. Paris : Taillandier, 1941
- Les Montreurs d'ours / Paul Maraudy. [Paris] : Le Livre moderne, 1944.- 32 p. ; in 16. (Mon roman d'aventures)
- La Pierre qui chante / Jean d'Yvelise. Paris : J. Ferenczi, 1944.- 32 p. ; in 16. (Mon roman d'aventures)
- Le Crime impossible. Lyon ; Paris : Ed. de Savoie, 1945.- 191 p. ; 19 cm. (Ombres rouges ; 1)
- L'Amour qui renaît / Jean d'Yvelise. Bagneux : Ed. Cep, 1945.- 32 p. (Amours vécues)
- Ma petite bas bleu. Paris, 1945.- 190 p. ; 19 cm. (Myosotis)
- Casimir, bourreau des cœurs / Noré Brunel et Ninon de Lenclos. Paris ; Lyon : Ed. de Savoie, 1945.- 188 p. ; 19 cm.
- Monsieur de La Palisse est mort : grand roman de cape et d'épée. [Paris] : Ed. documents, 1946.- 327 p. ; 19 cm.
- Les 21 jours d'Hortense. Lyon ; Paris : Ed. Rabelais, 1946.- 207 p. ; 19 cm.
- Les Semeurs de mort. Lyon : Ed. de Savoir, 1946.- 264 p. ; 19 cm. (Ombres errantes)
- Plaisir d'amour / Jean d'Yvelise. Paris : éd. Parvillée, 1947. (Le cœur et ses secrets)
- Le Démon du mal / Jean d'Yvelise. Montrouge : Ferenczi, 1950. (Mon roman d'amour)
- Le Mort du kilomètre 30. Paris : Fayard (Hachette), 1965.- in 16. (Le Roman complet ; 186). Réédition.

#### Romans en collaboration avec Pierre Chaine
- Le Bal tragique / Pierre Chaine et Noré Brunel. [Paris] : Ed. de France, 1934.- 219 p. (Coll. A ne pas lire la nuit)
- Si à minuit... / Pierre Chaine et Noré Brunel. Lyon : Ed. Gutenberg, 1945.- 127 p. ; 19 cm. (L'intrigue ; 23)
- Le Pont du moulin / Pierre Chaine et Noré Brunel. [Paris] : Ed. La Bruyère, 1946.- 19 cm. (La cagoule)

#### Romans en collaboration avec José de Bérys
- Bérénice, femme nue : roman / José de Bérys et Noré Brunel. Paris : Prima, 1933.- 191 p. (Réédité en 1934)
- Minuit Plaza Mayor / José de Bérys et Noré Brunel. Paris : Excelsior, 1934.- 256 p.
- Tête à claques / José de Bérys et Noré Brunel ; ill. de Pierre Lissac. Paris : Delagrave, 1934.- 127 p. : front. ill.
- La Loterie des suicidés / José de Bérys et Noré Brunel. Paris : Publications Georges Ventillard, 1942.- 192 p. ; 18 cm. (Coll. Minuit)
- On a tué rue Murillo / José de Bérys et Noré Brunel. Lyon : éd. du Puits Pelu, 1954. (Le Glaive)

### Théâtre
- Les Constipés : pièce en 3 actes / Noré Brunel et Pierre Chaine. Jouée aux Folies dramatiques à Paris
- Nous l'avons échappé belle : comédie en un acte / José de Berys et Noré Brunel. Paris : Librairie théâtrale, 1932.- 36 p.
- La Maison Philibert : pièce en quatre actes, mêlée de chants, tirée du célèbre roman de Jean Lorrain / Georges Normandy, José de Berys et Noré Brunel. Paris : Albin Michel, 1932.- 125 p. Représentée pour la 1ère fois, à Paris, sur la scène du Moulin de la Chanson (dir. Roger Férréol), le 20 février 1932.
- Ce cher docteur ! : comédie en un acte en vers ; pour enfants de 8 à 10 ans / José de Berys et Noré Brunel. Paris : Lejeune (1 rue Marivaux), 1935.- 20 p. ; 12 x 19 cm.

### Ouvrages pour la jeunesse
- Jean de La Fontaine, le roman de ses jeunes années : récit / Noré Brunel et Jacques Morlins ; ill. d'Albert Uriet. Paris : Delagrave, 1933.- 254 p. (Bibliothèque Juventa)
- Quand le grand La Fontaine était petit / Noré Brunel et Jacques Morlins ; images d'Albert Uriet. Paris : Delagrave, 1933.- 48 p. ; in folio. (Histoire et littérature)
- L'Enfance turbulente et sage de Henri le béarnais : récit / Noré Brunel et Jacques Morlins. Paris : Delagrave, [impr. 1934].- 252 p. ; 19 cm. (Juventa)
- Quand Henri le grand était petit / Noré Brunel et Jacques Morlins ; ill. d'Uriet. Paris : Delagrave, 1933.- 48 p. ; in 4. Relié.
- L'Enfance d'Henri IV le béarnais / Noré Brunel et Jacques Morlins. Paris : Delagrave, 1934.- 252 p.- Relié.
- Bonsoâr Môssié / François Fratellini et Noré Brunel ; ill. de Pierre Lissac. Paris : Delagrave, 1935.- 136 p. : ill., planches en coul. ; 19 cm.- Relié. (Sports et aventures)
- Mémoires d'un vélo / Charles Pélissier et Noré Brunel ; ill. de Joé Hamman. Paris : Delagrave, 1935.- 126 p. : front. en coul., ill. ; 19 cm.- Relié. (Sports et aventures ; 2)
- Jeannot l'ébouriffé / Noré Brunel ; ill. de Ray Lambert. Paris : Delagrave, 1935.- 128 p. ; 16 cm.
- La Course à la gloire / Marcel Thil et Noré Brunel ; ill. de Charles Roussel. Paris : Delagrave, 1936.- 124 p. : front. ill., pl. en coul. ; 19 cm.- Relié. (Sports et aventures ; 3)
- Épinard VI, cheval de course / André Rabbe et Noré Brunel ; ill. de Pierre Lissac. Paris : Delagrave, 1936.- 124 p. : ill. en noir et en coul., front. en coul. ; 19 cm. (Sports et aventures ; 4). Relié.
- Buonasera, Signori / Franco Fratellini et Noré Brunel. Florence : éd. R. Bemporad, 1937. [Bonsoär Môssié, trad. en italien]
- L'Appel de la montagne / Armand Charlet et Noré Brunel ; ill. de Pierre Lissac. Paris : Delagrave, 1938.- 124 p. : front. ill. en coul., pl. en coul. ; 19 cm. (Sports et aventures ; 5)
- Grognard, soldat de l'empereur / Noré Brunel ; ill. de Henri Iselin. Paris : Delagrave, 1940.- 127 p. : ill. ; 24 cm.
- Le Chevalier de Formanoir / Pierre Chaine et Noré Brunel. Paris : Hachette, 1951.- 255 p. ; 19 cm. (Jeunesse du monde)
- L'Enfance d'Henri le Béarnais / Noré Brunel et Jacques Morlins. Paris : Delagrave, 1952.- 256 p. ; 19 cm.- Broché et cartonné. (Juventa)
- L'Or de la Santa Maria / Noré Brunel et Pierre Chaine. Paris : Delagrave, 1953.- 256 p. ; 19 cm. (Juventa)
- Le Chevalier de Formanoir / Pierre Chaine et Noré Brunel. Paris : Hachette, 1953.- 29 cm. (Grands romanciers). Réédition.
- L'Or de la Santa Maria / Noré Brunel et Pierre Chaine. Paris : Delagrave, 1959.- 189 p. : fig. ; in 16. (Juventa). Réédition.
- Jean de La Fontaine, le roman de ses jeunes années : récit / Noré Brunel et Jacques Morlins ; ill. d'Albert Uriet. Paris : Delagrave, 1956.- 223 p. : fig. ; in 16.- Broché et relié. (Juventa). Réédition.

### Récits historiques, humoristiques, dictionnaires
- Physiologie du cocuage. Paris : Ed. du Monde moderne, 1927.- 123 p.
- La Vie galante à Lyon au bon vieux temps / Noré Brunel et Claudius Roux. Lyon : Ed. du Fleuve, 1928. [Tirage limité, grand luxe]
- Petite Madame : essai. [s.l.] : Ed. Le Rouge et le noir, 1931
- Dictionnaire humoristique de la médecine, par l'Académie de l'humour français / José de Bérys, Jean Bonot, Noré Brunel, Curmonsky, et al. Paris : Ed. de la Tournelle, 1939.

### Revues (participation)
- La France bouliste : journal officiel de la Fédération Française de boules, fondé en 1927 (Rédacteur en chef - fondateur)[13]
- Le Fleuve : créé en 1927 pour développer les liens de camaraderie entre les écrivains de Paris et de Provence (Rédacteur)
- La Caravelle : revue littéraire mensuelle, Avignon, années 1910
- L'Effort : journal d'information, de propagande et d'action sociale ouvrière, Lyon, à partir de 1927
- Lyon le soir : revue hebdomadaire des spectacles et des arts. Lyon
- Sans gêne. Paris, éd. de La Gerbe
- Ridendo, revue gaie pour le médecin
- Notre carnet : organe des salons lyonnais et des châteaux du sud-est